# Crimes of the Hot
«Crimes of the Hot» (укр. «Печені з перцем») — восьма серія четвертого сезону анімаційного серіалу «Футурама», що вийшла в ефір у Північній Америці 10 листопада 2002 року.
Автор сценарію: Аарон Ехас.
Режисер: Пітер Аванзіно.
Прем'єра в Україні відбулася 1 грудня 2007 року.

## Сюжет
День за днем температура на поверхні Землі стає вищою. Шукаючи пояснення цього явища, команда «Міжпланетного експреса» переглядає старий навчальний фільм, присвячений глобальному потеплінню. У фільмі йдеться про те, що у 2063 році було знайдено тимчасове рішення: щороку у Світовий океан скидають величезну брилу льоду, яка охолоджує його.
Президент Землі голова Річарда Ніксона дає «Міжпланетному експресу» завдання з доставки чергової брили, по яку вони вилітають на комету Галлея. Втім, здійснивши посадку на голові комети, друзі з'ясовують, що лід на ній скінчився. Для пошуку нового розв'язання проблеми найбільших вчених світу скликають на симпозіум. Професор Оґден Вернстром запускає на орбіту величезне дзеркало, яке має відбивати до 40 % сонячної радіації. Проте від удару маленького метеорита дзеркало повертається, сфокусувавши світло Сонця у смертоносний промінь. У своєму виступі професор Фарнсворт зізнається, що забруднення атмосфери і, як результат, глобальне потепління спричинені вихлопними газами сучасних роботів, конструкцію яких було розроблено саме ним. Група вчених на чолі з Вернстромом вимагає знищення всіх роботів світу.
Тим часом Бендер, побачивши у теленовинах сюжет про переселення тропічних черепах, спричинене потеплінням, вилітає у Нідерланди і рятує одну з них. Здивованим такою нетиповою для нього поведінкою друзям робот пояснює, що завжди почуває симпатію до всього, що нагадує його самого: так само як черепаха, він нездатний самостійно перевернутися, якщо лежить на спині. Згодом, як і всі роботи Землі, Бендер отримує президентське запрошення на масову роботичну гулянку, що має відбутися на Галапагосі. Під час гулянки Ніксон має намір знищити всіх несвідомих цього плану роботів потужним електромагнітним променем із орбітальної гармати, яку створив Вернстром, перебудувавши своє велетенське дзеркало. Бендер, який був присутній на симпозіумі вчених, і, відтак, знає про підступний план, вирішує скоритися долі та приєднатися до всіх інших роботів, задля порятунку черепах.
Під час гулянки робот-мікрофон підслуховує і ретранслює слова Бендера про те, що всі роботи приречені. Починається паніка. Раптово прибувають Фрай, Ліла і професор Фарнсворт, який вигадав спосіб розв'язати проблему потепління і, водночас, урятувати роботів: всі вони (до єдиного) мають скерувати свої вихлопні труби вгору і одночасно випустити гази, щоби реактивна сила відштовхнула Землю далі від Сонця. Це має спричинити охолодження планети, а також не дати Ніксону і Вернстрому влучити в острови пострілом електромагнітної гармати. На жаль, під час паніки Бендер і його черепах впали на спини, і не можуть підвестися, — отже реактивна тяга є недостатньою для зрушення Землі з орбіти. У той час, як Бендер засмучується своєю долею, черепасі вдається, розгойдавшись, перевернутися на ноги. Вражений цим, Бендер пробує повторити її дії й також стає на ноги. Долучившись до всезагального вихлопу, він допомагає зсунути Землю, і постріл з гармати не влучає в ціль.
Професора Фарнсворта нагороджують «Забрудненою медаллю забруднення», а додатковий тиждень року, який з'явився внаслідок збільшення довжини орбіти Землі, оголошується тижнем роботичних гулянок.

## Виробництво
Ця серія є другим випадком участі Ала Ґора у «Футурамі» (вперше він з'являвся у серії «Anthology of Interest I»)  [Архівовано 11 жовтня 2007 у Wayback Machine.].

## Визнання
- За висвітлення теми глобального потепління серію було номіновано на премію «Environmental Media Award» у 2003 році .

Поява у серії колишнього віце-президента США Ґора була частиною «добре зрежисованої» кампанії повернення після поразки на президентських виборах 2000 року  [Архівовано 24 листопада 2002 у Wayback Machine.]. Участь у серіалі також дозволила Ґору продемонструвати інший бік своєї особистості  [Архівовано 28 грудня 2007 у Wayback Machine.].

## Пародії, алюзії, цікаві факти
- Під час виступу на симпозіумі голова Ала Ґора рекламує свою книгу «Земля балансує», а також «її популярнішу версію „Гаррі Поттер і Збалансована Земля“».
- Назва серії пародіює відому в США п'єсу і знятий за її мотивами фільм 1986 року «Злочини серця» (англ. Crimes of the Heart).
- Одна з невдалих моделей роботів професора Фарнсворта нагадує робота C-3PO із «Зоряних воєн». Цього робота знищують гідравлічним пресом, як робота T-800 у фіналі фільму «Термінатор».
- Іншою алюзією на «Зоряні війни» є репліка Фарнсворта «Зараз загине мільярд роботичних життів. Джедаї це відчують».
- Злий чарівник на симпозіумі вчених виглядає як Чарівник Тім із фільму «Монті Пайтон і Священний Грааль» британської комік-групи «Монті Пайтон».
- Репліка Ала Ґора «Я осідлав місячного черв'яка!» є алюзією на вигаданий світ роману Френка Герберта «Дюна» (однойменний фільм Девіда Лінча).
- Підзаголовок навчального фільму про глобальне потепління «Ніхто не любить гаряче» пародіює назву фільму 1959 року за участі Мерилін Монро «Дехто любить гаряче» (англ. Some Like It Hot).
- Симпозіум вчених, присвчений проблемі глобального потепління, проводиться у Кіото, що є алюзією на Кіотський протокол.
- Під час панорами Кіото ХХХІ століття помітна реклама торгової марки «Цікава кішечка» (пародія на «Hello Kitty»), яка містить напис «я люблю тебе більше, ніж твоя мати» (яп. 「私は、あなたのことをあなたのお母さんより愛しています。」)
- На роботичній гулянці на островах Галапагос можна бачити фактично всіх роботів, які коли-небудь з'являлися в серіалі.

## Особливості українського перекладу
- В одній із реплік, перераховуючи речі, заради яких він готовий вбити, Бендер згадує «таджицький драп».